# Ramon Beuk
Ramon Beuk (Paramaribo, 2 februari 1971) is een Surinaams-Nederlands ondernemer, presentator die bekend werd als televisiekok en schrijver van kookboeken.

## Opleiding en werk
Beuk leerde de Surinaamse keuken van zijn moeder en kreeg interesse in koken. Hij begon in de horeca, maar kon daar zijn draai niet vinden. Hij studeerde pedagogiek en ging vervolgens aan het werk bij de HEMA, waar hij culinaire concepten ontwikkelde. Ook werkte hij voor Unilever, en in die functie gaf hij vaak presentaties over de producten van dat bedrijf.

## Televisie en verdere activiteiten
Beuks televisie-ervaring begon in het programma Koffietijd, waarin hij een kookonderdeel presenteerde. Ook presenteerde hij samen met Cindy Pielstroom een kinderprogramma. Het bekendst werd hij echter door het kookprogramma Born2Cook. Na drie seizoenen dit programma te hebben gepresenteerd, richtte hij in 2000 een eigen bedrijf op voor culinaire evenementen waarmee op verschillende locaties evenementen en kookworkshops voor bedrijven en particulieren werden ontwikkeld. In 2002 werd een kookschool geopend, hieruit vloeide in 2005 de evenementenlocatie De Glazen Ruimte voort.
In 2008 keerde Beuk terug op televisie met het programma Bosch, Beuk & Haan en schreef hij een receptencolumn in De Telegraaf. Hij schreef diverse kookboeken, waarvan het boek Wat Van Fair Komt in 2009 tot kookboek van het jaar werd bekroond. 
In 2010 ontving hij de Wine Professional Diamond Award, een prijs die jaarlijks uitgereikt wordt aan mensen die zich op bijzondere wijze verdienstelijk hebben gemaakt voor de Nederlandse gastronomie. In het najaar van 2010 presenteerde hij het programma Wereldwijnen bij RTL 4. In datzelfde jaar reisde hij, na 28 jaar, terug naar Suriname. Dit werd vastgelegd door de NCRV in het programma Terug Naar Mijn Roti, waarvan in het voorjaar van 2011 het gelijknamige boek verscheen. Dit boek werd verkozen tot kookboek van het jaar in de categorie Chef. Ook sprak Beuk in 2010 de stem in van Kokkie voor de DreamWorks Animation animatiefilm Shrek Forever After.
In 2016 stopte Beuk met zijn bedrijf en in 2017 volgde zijn meest recent geschreven kookboek Lekker Beter samen met huisarts Rutger Verhoeff.